# Městská spořitelna (Jilemnice)
Bývalá Městská spořitelna v Jilemnici je secesní (pseudorenesanční) budova, navržená architektem Janem Vejrychem a dokončená roku 1911. Do roku 2005 byla užívána k peněžním službám, dnes je z většiny opuštěná.

## Historie

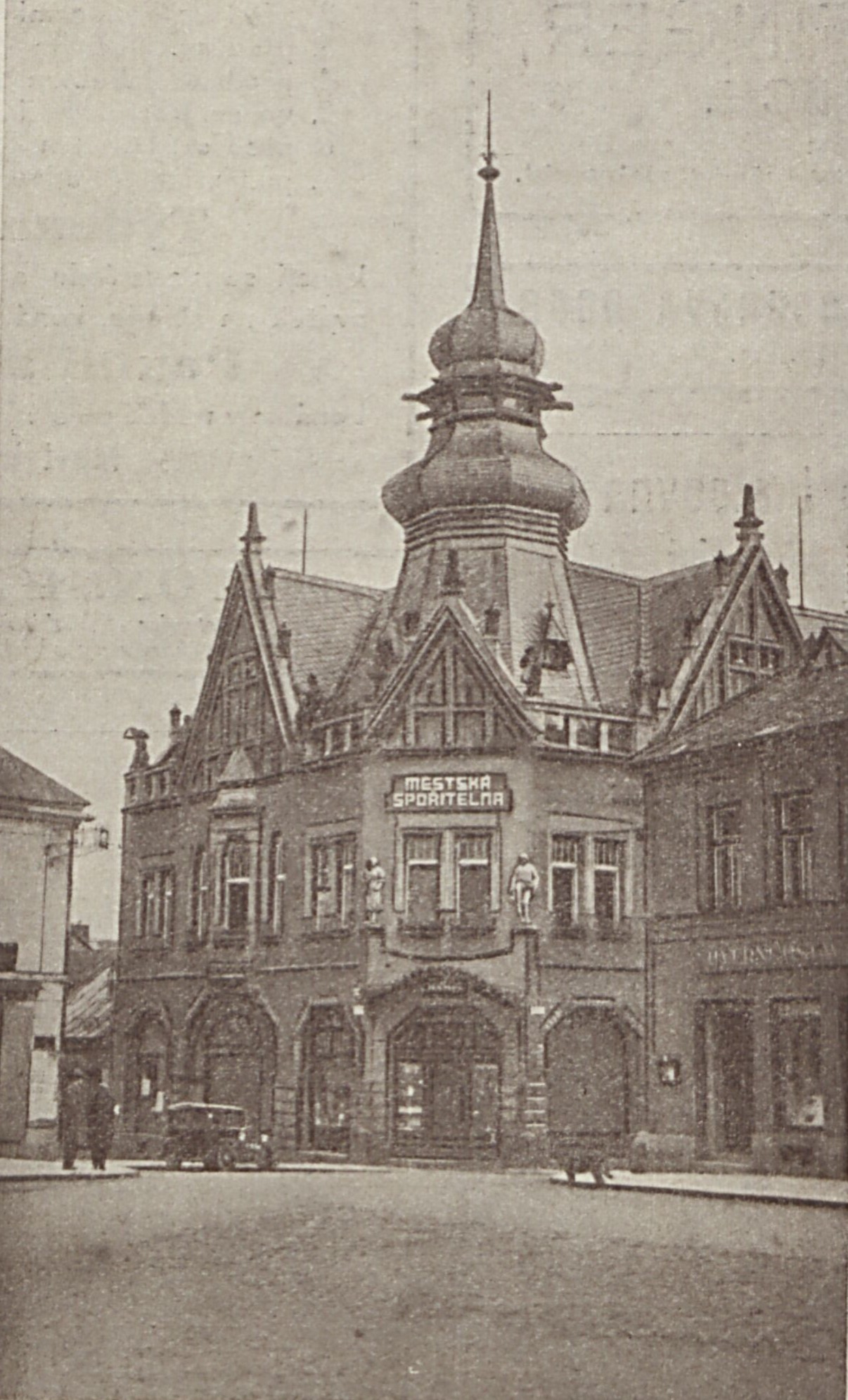
Městská spořitelna v roce 1934

Do roku 1838 zde stála patrová roubená stavba, avšak v roce 1838 právě v tomto domě vypukl ve městě obrovský požár, který zničil většinu domů v okolí náměstí. Po tomto velkém ohni byly kolem celého náměstí postaveny kamenné domy místo dosavadních dřevěných, přičemž na zmíněném nároží byl postaven stylově nevýrazný hostinec U Lva (později nazvaný U Bílé růže). V něm se roku 1855 narodila Marie Laušmannová, sopranistka v Prozatímním a Národním divadle.
Městská spořitelna byla v Jilemnici založena již roku 1888 díky iniciativě starosty Františka X. Jerie – již první den činnosti přijala vklady v hodnotě 18 833 zlatých. Coby městem zřizovaná instituce sídlila v městských prostorách, které však pro peněžní ústav nebyly vhodné. Od roku 1906 do roku 1940 byl vrchním ředitelem spořitelny Jaroslav Šolc. Roku 1909 se spořitelně podařilo zakoupit zmíněný hostinec i se sousedním domem čp. 141, oba byly roku 1909 zbořeny a na tomto místě byla vystavěna reprezentativní budova podle projektu architekta Jana Vejrycha.
Provoz městské spořitelny v nové budově byl zahájen v listopadu 1911. Během dvacátých let se podílela na budování významné části Jilemnice, např. domů v tzv. sirotčí kolonii, hospodářské školy (dnes sídlo Policie České republiky), družstevních domů na Spořilově, přístavby gymnázia, nemocnice či moderní tkalcovské školy. Nemalými částkami také podporovala kulturní činnost Jilemnicka. I období velké hospodářské krize počátku 30. let přežila spořitelna bez větších ztrát. Po roce 1945 byla instituce znárodněna a začleněna do tehdejší Státní spořitelny, a to jak v oblasti finančních závazků, tak i fyzicky (budova s veškerým vybavením). Některé z prostor byly využívány i jinými subjekty - například část I. patra sloužila potřebám Městské knihovny, vestibul v přízemí sloužil fotografickým nebo výtvarným výstavám i příležitostným agitačním potřebám, nárožní obchod sloužil jako prodejna oděvů atd.
Po roce 1990 již byla vlastníkem transformovaná akciová společnost Česká spořitelna, z budovy byla vystěhována jak knihovna, tak i občanští nájemníci bytů v přízemí, přízemní obchod byl uzavřen a pak zde byla otevřena soukromá nájemní kavárna, která se dlouho neudržela a od roku 1998 ji zde nahradilo městské informační středisko. Samotná Česká spořitelna budovu opustila roku 2005. Od té doby je budova prázdná (s výjimkou zmíněného informačního střediska, které využívá pouze malou část v přízemí) a viditelně chátrá. Vedení města dlouhodobě hovoří o koupi a rekonstrukci budovy, případné přestavbě na knihovnu (která zde ostatně sídlila až do roku 1994) a další služby, avšak záměry se doposud nenaplnily.
Budova je ve vlastnictví firmy JILEMNICE HOTEL, s.r.o., která spadá pod akciovou společnost Rentera. V lednu 2021 na špatný stav budovy upozornila komunita MNOHO SVĚTŮ v Jilemnici, když na plot, okna a dveře umístili cedule upozorňující na stav budovy.

## Popis

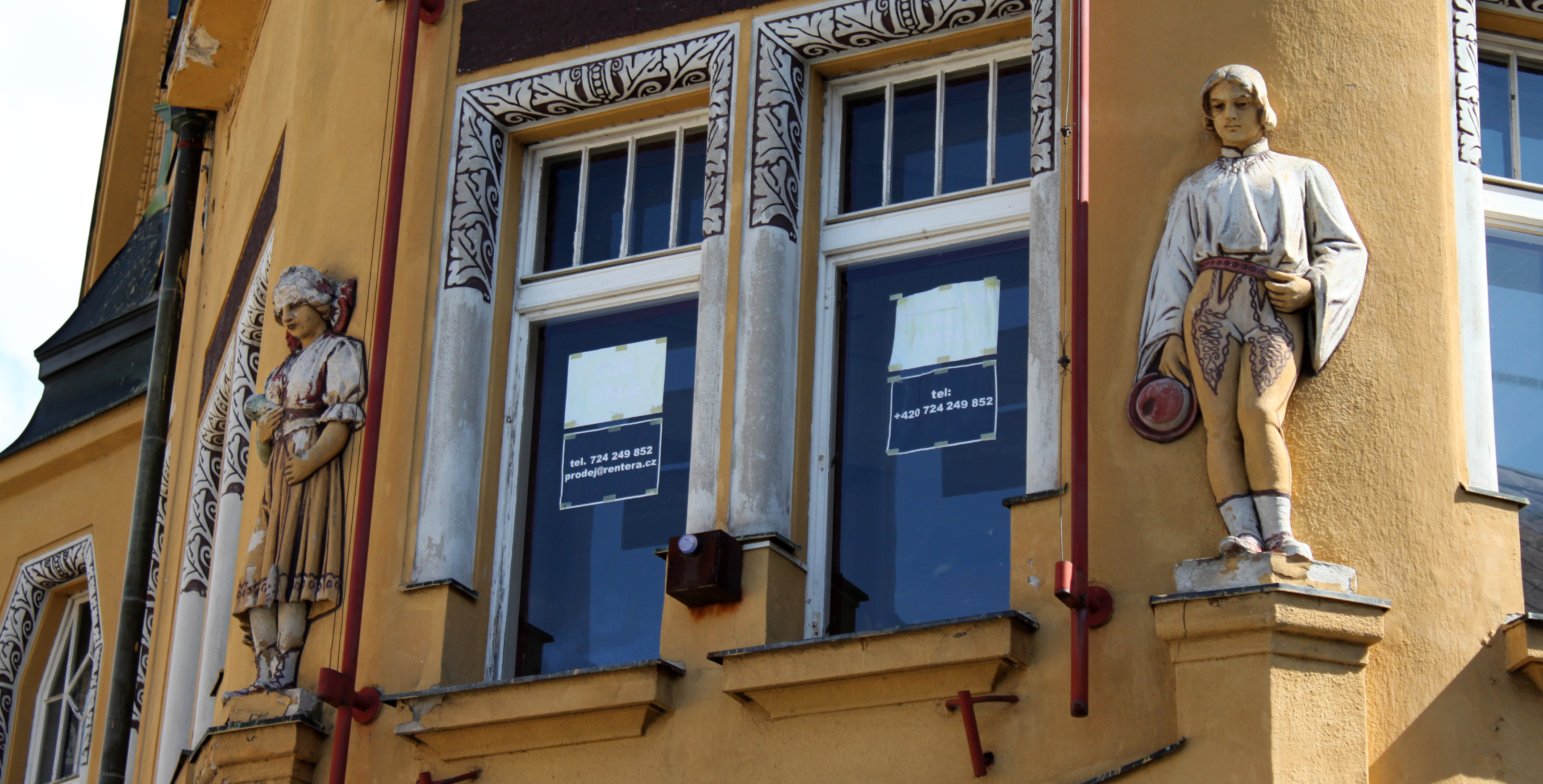
Postavy dívky a chlapce v lidových krojích

Městská spořitelna je nárožní jednopatrový dům na obdélníkovém půdorysu s arkýři a věží. Hlavní nárožní průčelí je skosené s trojboce zaklenutým výkladcem, vchodem a trojúhelníkovým zdobeným štítem. Patro nároží je dvouosé, dvoudílná okna jsou v horní části orámována štukovou malovanou šambránou. Vedle oken se nachází vlevo postavy dívky a vpravo chlapce v lidových krojích. Nárožní věž s dvojitou cibulí, chrliči a ukončená ozdobnou makovicí. Věž i střecha kryta břidlicí. Bočním průčelím dominují ozdobné štíty s arkýřem. Štíty jsou na vrcholech opatřeny plastikou sovy. Nad korunní římsou se nachází atika s pilíři. První patro má 17 os. Okna obdélná trojboce zaklenuta. Vedlejší vstupy do budovy se nachází pod arkýřem v severovýchodní části domu z ulice Kavánovy. Zadní průčelí je v přízemí dvouosé, v patře tříosé s arkýřem na konzolách. Průčelí do zahrady bez ozdob, nachází se zde balkon s kovovým zábradlím a sloupky.
Za budovou mezi ulicemi Spořitelní a Jungmannova leží také rozsáhlá zahrada, jež je dlouhodobě neudržovaná a zanedbaná.
Uvnitř budovy nalezneme malby od malíře Jana Lva a Vladimíra Hraby.

## Odraz v kultuře
V tehdejší Městské spořitelně pracoval krátce po první světové válce i spisovatel Jaroslav Havlíček, podle vzpomínek jeho ženy Marie ale velmi krátce:
„Když tam byl asi týden, poslal si ho pan ředitel jako nejmladšího úředníka pro cigarety. Jarda je koupil, poslal mu je po nějakém malém klukovi, a víc se tam nevrátil.“
Ve svém díle se však Havlíček do spořitelny často vrací, např. v psychologickém románu Petrolejové lampy a jeho nedokončeném pokračování Vlčí kůže, kde ve spořitelně pracuje Alois Trakl či strýc Kverka.

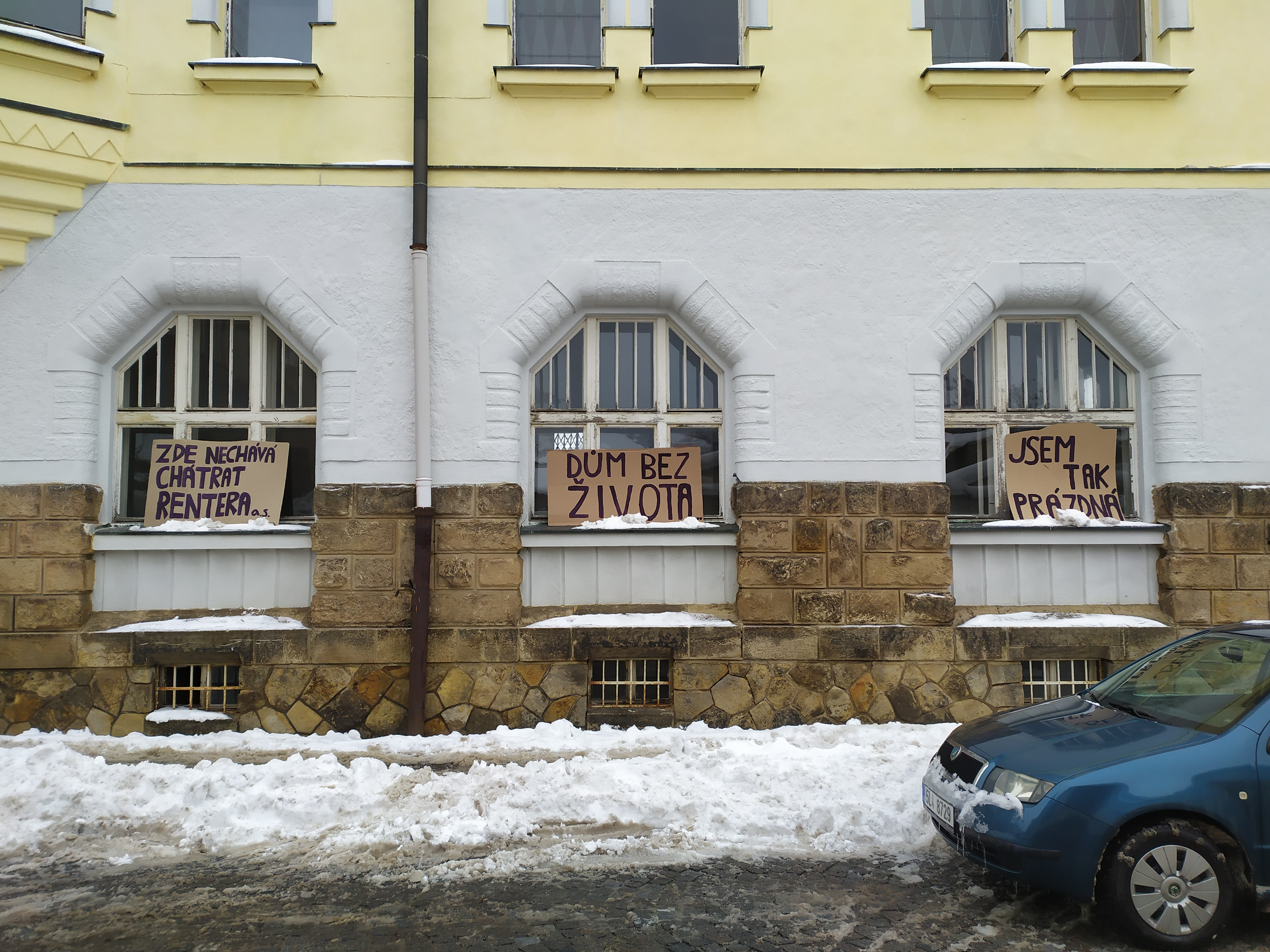
V lednu 2021 byla okna zastavěna cedulemi, upozorňujícími na stav budovy.

## Galerie

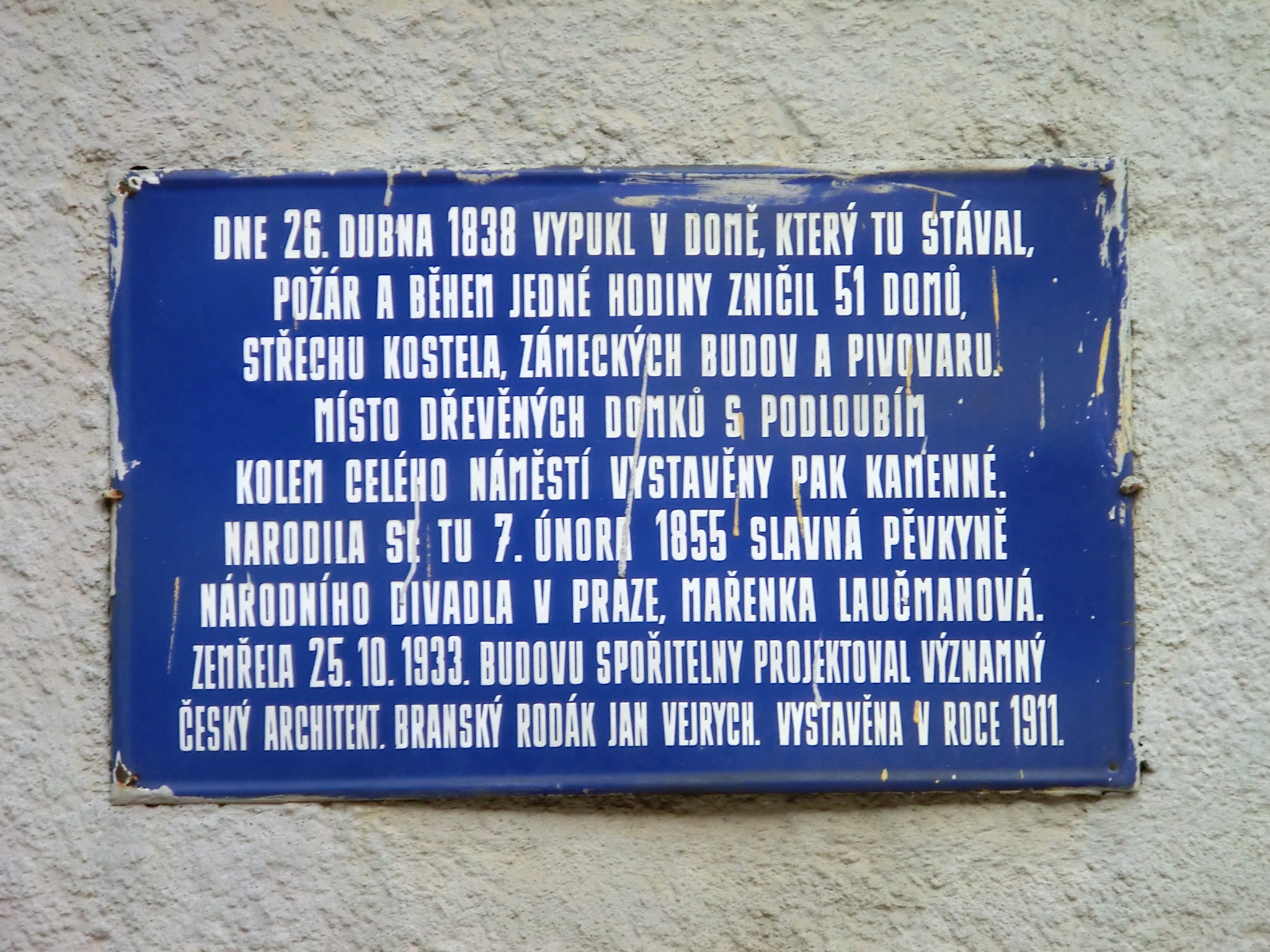
Pamětní deska na budově spořitelny
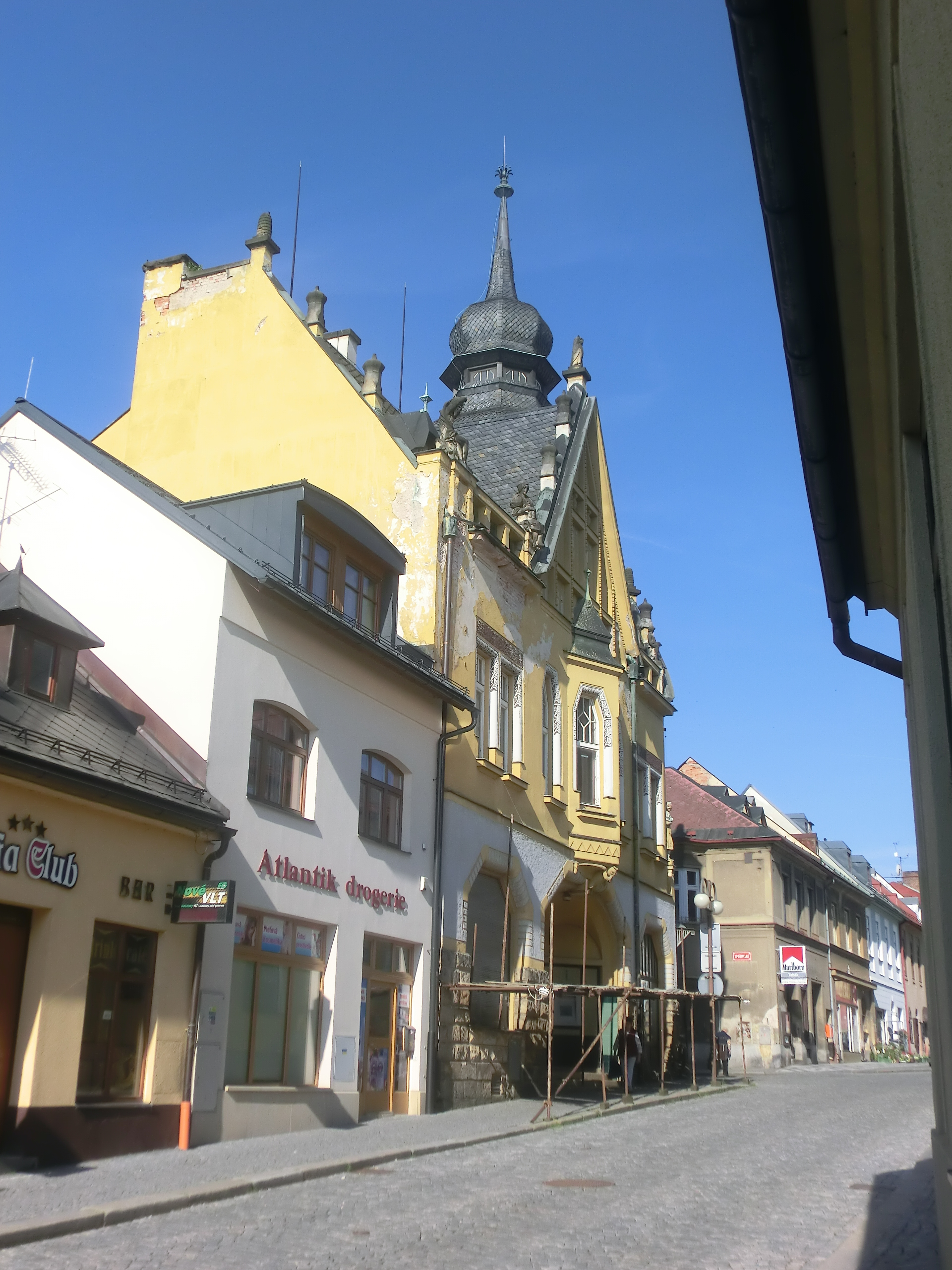
Budova z Kavánovy ulice
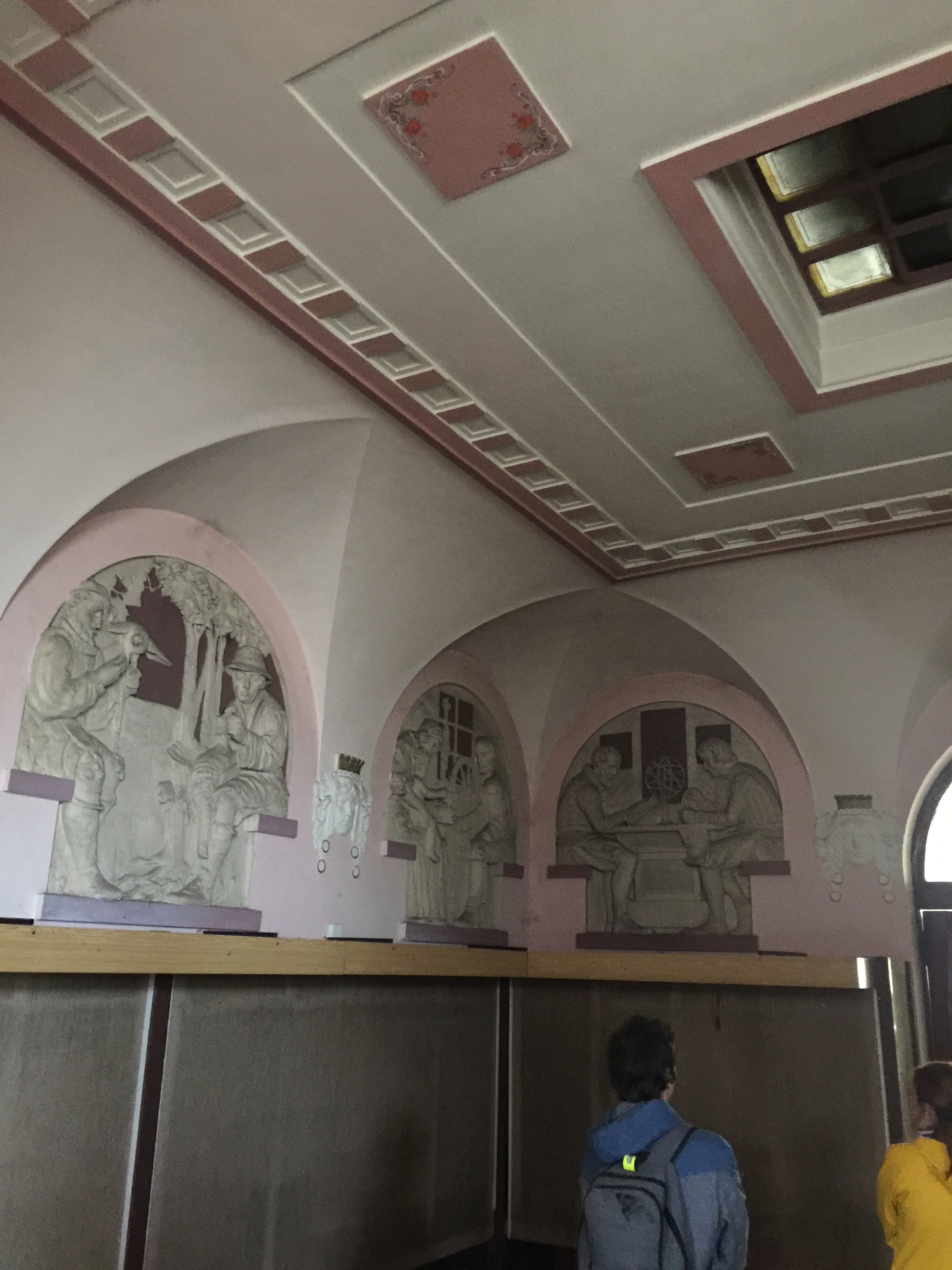
Vestibul budovy s reliéfy
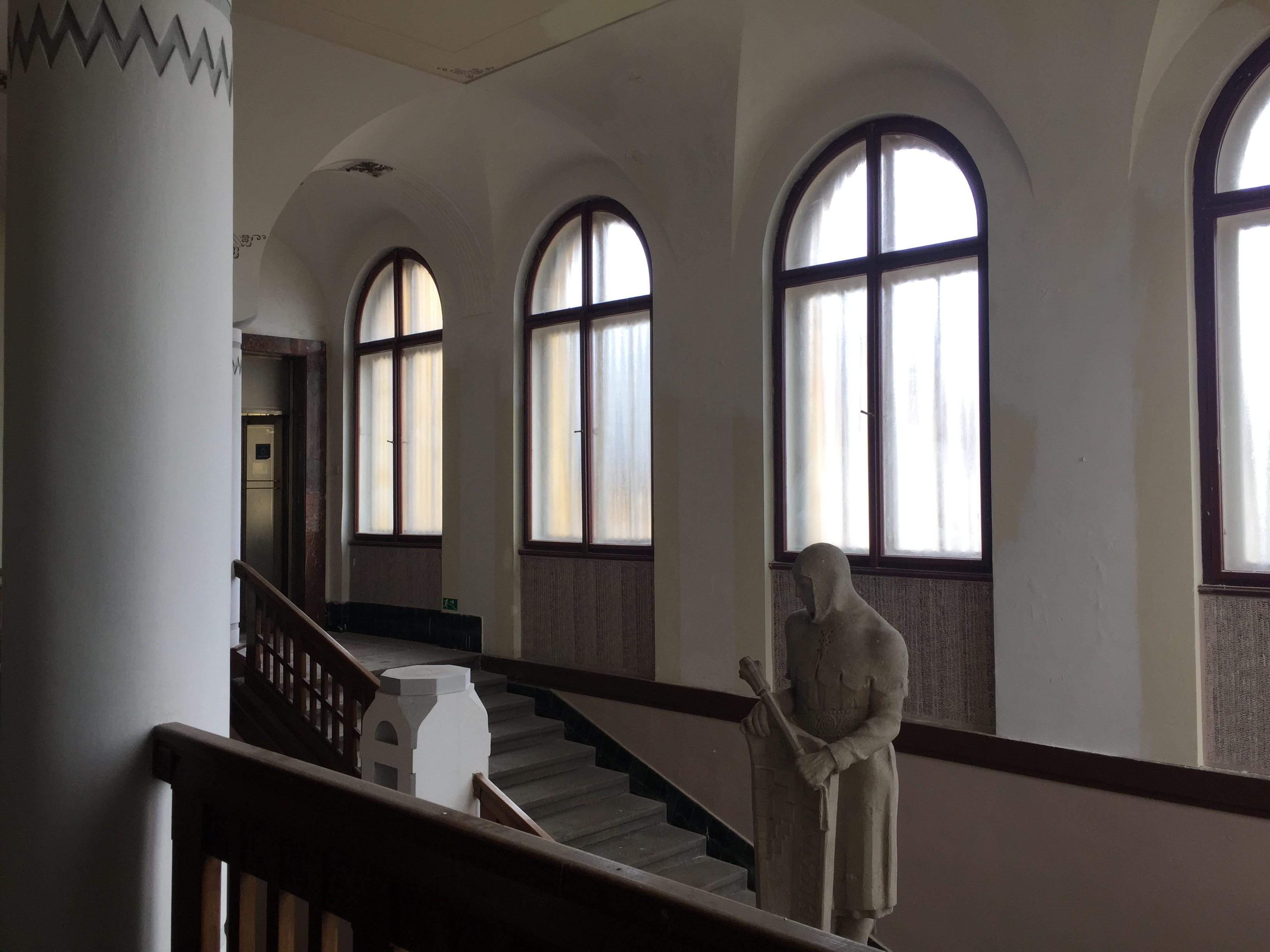
Interiér - socha husity na schodišti
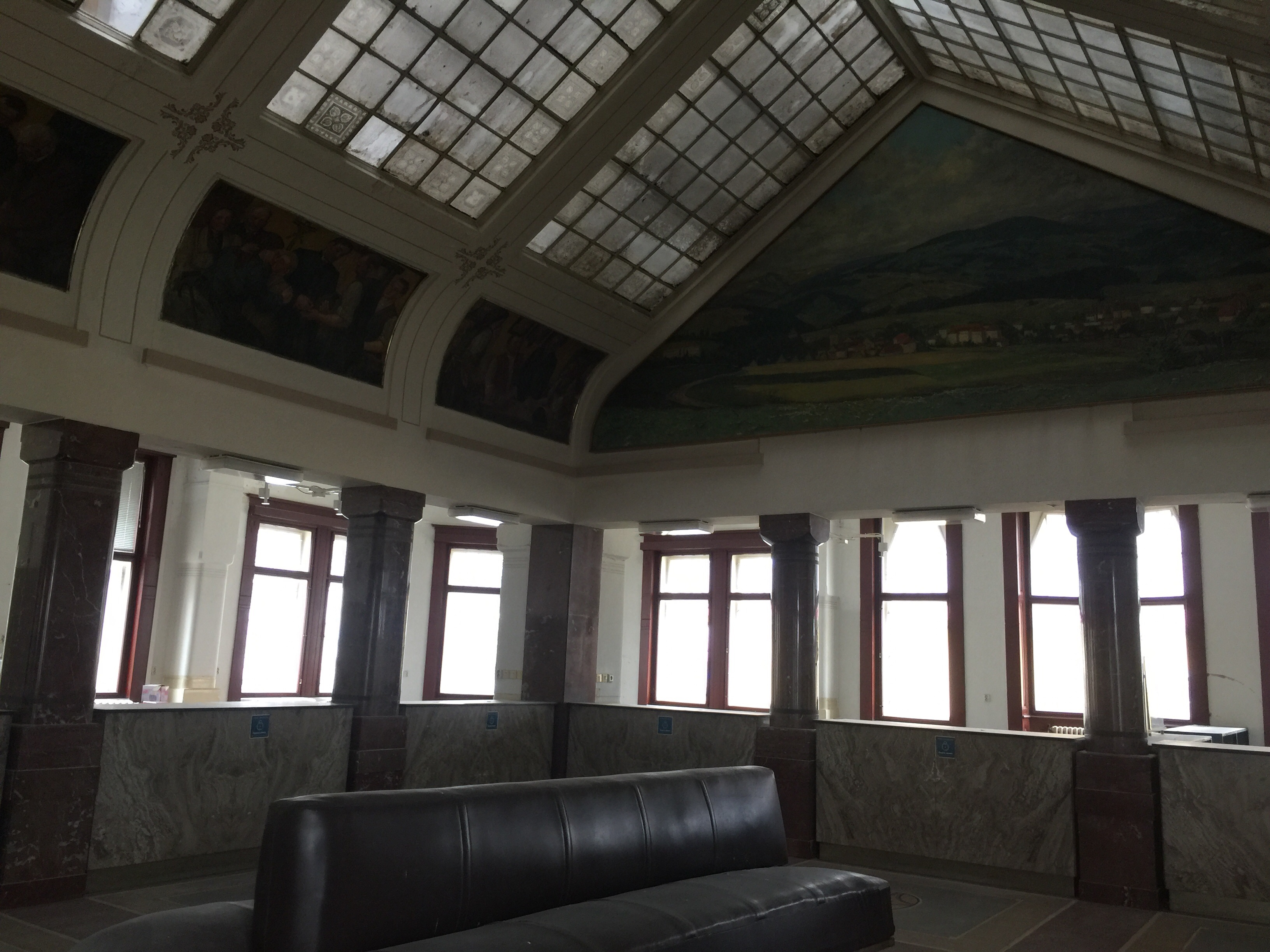
Hlavní sál spořitelny v prvním patře